# Hermann Foertsch
Hermann Foertsch, född 4 april 1895 i Drahnow i Pommern (nuvarande Drzonowo Wałeckie i Polen), död 27 december 1961 i München, var en tysk general. Foertsch befordrades till generalmajor i februari 1942 och till general i infanteriet i november 1944. Han erhöll Riddarkorset i augusti 1944.
Han var bror till Friedrich Foertsch.

## Befäl
- stabschef 26. Armeekorps oktober 1939 – september 1940
- chef för utbildning av generalstabsofficerare oktober 1940 – maj 1941
- stabschef 12. Armee maj - december 1941
- stabschef Heeresgruppe E januari - augusti 1942
- stabschef Heeresgruppe F augusti 1942 - mars 1943
- 21. Infanterie-Division mars - augusti 1943
- X. Armeekorps september – december 1943
- (tf) 1. Armee februari - maj 1945

Foertsch var i amerikansk krigsfångenskap från maj 1945 till februari 1948.